# がんばれゴエモン きらきら道中〜僕がダンサーになった理由〜
『がんばれゴエモン きらきら道中 僕がダンサーになった理由』（がんばれゴエモン きらきらどうちゅう ぼくがダンサーになったわけ）は、コナミが開発し1995年12月22日に発売された横スクロールアクションゲーム。
スーパーファミコン版『がんばれゴエモンシリーズ』第4作目。前作『がんばれゴエモン3 獅子重禄兵衛のからくり卍固め』（1994年）ではゲームシステムがアクションアドベンチャーゲームのように変更されたが、本作は『がんばれゴエモン2 奇天烈将軍マッギネス』同様の横スクロールアクションゲームとなった。タイムトラベルをテーマとした前作に続き、今作は宇宙の様々な惑星を旅するSF要素の強い内容となっている。敵役がスポーツマンということで、様々なスポーツをモチーフとした敵やギミックが登場する。

## システム

### プレイヤー
キャラクター共通の初期数値は体力5（ハートマークで表示）、残数3（表示上は2）。体力は「金の招き猫」「銀の招き猫」「銅の招き猫」を1セットで入手することで最大10まで、残機数は「大入り袋」の入手で最大99機まで増加できる。
体力ゲージが0になる、穴に落ちる、制限時間切れで残数が1減り、残数が無くなるとゲームオーバー。ゲームオーバー時に「まだまだ！」（コンティニュー）を選択すると、ゲームオーバーとなったステージのエリアマップ地点からの再開となり、所持金が半分になる（100両未満にはならない）。
ステージ構成はSFC版『2』を踏襲しているが、敵を倒しても招き猫は手に入らず、武器のパワーアップもない。前作『3』同様、新武器や特殊能力を駆使しなければ進めない箇所があり、イベントを起こしてそれらを入手する必要があるなど、『2』と『3』を折衷した形となっている。
従来のシリーズとは異なり、通常攻撃およびサブウェポンで敵を倒しても小判や団子が出現しないようになっている。代わりに伏せ攻撃で敵を倒すと出現する野球ボールを使って敵を撃破する（ノック攻撃）ことで、まれに小判や団子が出現するようになった。このため、本作では大判や千両箱、団子がステージ上に多く配置されている。
各キャラクターごとにジャンプ力が異なるが、全体のジャンプ力は全キャラ含めて旧作よりも低く抑えられている。
前作、前々作同様、旅日記（セーブデータ）は3つまで作成可能だが、今作では「たびにっきをつけずにあそぶ（セーブなし）」という項目が用意されており、これを選ぶと他のデータを消さずにいつでも最初からゲームを始められるが、セーブは不可となっている。

### 招き猫
前作で登場した招き猫システムにアレンジを加えて簡略化され、本作のテーマであるスポーツに沿う形で、各惑星に必ず1セットで点在する「金の招き猫」「銀の招き猫」「銅の招き猫」として改めて登場した。各惑星で3種類の招き猫を取得すれば体力ゲージの最大値が増える。
ただし、招き猫はその惑星の担当者以外のキャラクターの性能を駆使しなければ取れないものが多く、更に初期の４エリアをすべてクリアしないとキャラクターチェンジが行えないため、ゲージを増やせるタイミングは旧作よりも遅くなっている。

### 2人プレイ
本作でも2人同時プレイが可能で、「ひとりであそぶ」プレイ中に2プレイヤー側のスタートボタンを押すと途中参加でき、1Pとは異なるカラーリングとなる。ただし、5つ目の惑星にたどり着くまでは、その惑星の担当キャラクター以外は選択できない。
なお、ゲームジャンルの変更に伴い、前作で全キャラで共有だった体力及び残機数、所持金は2人別々にカウントされる仕様に戻った。片方のプレイヤーがゲームオーバーになっても、もう片方の残数が2以上残っていれば、それをもらって復活が可能となる。
前作の「ひょうたんシステム」は引き継がれ、苦手なステージを一方のプレイヤーに任せることでひょうたんに入って安全に進行できる（特定の場面ではひょうたん状態が強制的に解除させられる場合もある）。

### ミニゲーム
今作ではインパクト戦は全てミニゲームとなっており、タイトル画面の「遊技場」でいつでも自由に遊べる。「遊技場」はボス戦と仕様が異なっており、最大4人までの多人数対戦（以下：対人戦）が可能。それぞれのゲームでベストスコアを記録すると、自動的にバックアップされる。使用キャラクターは1P＝ゴエモン、2P＝エビス丸、3P＝サスケ、4P＝ヤエで固定されている（「超対戦ぱずるだま」を除く）。対戦ぱずるだま以外は全てボタン連打(ABの交互連打)を必要とするシステムである。
この仕様はディレクターの蛭子悦延の意向である。蛭子はより多くのプレイヤーが遊べるボードゲームの開発を望んでおり、「ゴエモン4の4は、4人プレーの4」と連呼するほどであった。結果としてボードゲームは搭載できなかったが、「アクションゲーム＆多人数プレイの融合」は実現することとなった。連打が多いのも蛭子が連打好きだからである。しかしこのボス戦のシステムは賛否両論であった。
バンジー真剣白刃取り
ジャンキーの繰り出すバンジージャンプ斬りを真剣白刃取りで受け止め、制限時間内に刀を折るゲーム。受け止めはタイミング、刀折りはボタン連打（コントローラーのAボタンとBボタンを交互に押すのを繰り返す）で行われる。
ボス戦では、受け止めるタイミングを外したり、刀折りの制限時間をオーバーすると失敗。受け止めるのが早ければ腕を破壊され、遅ければそのまま両断されて爆散する。刀折りに失敗すると、スポーツマンシップ号まで引き上げられ、そのまま艦砲の掃射を受ける。2回失敗すると負けとなる。うまく刀を折ればボスは反動でスポーツマンシップ号に激突し、ダメージを与えられる。ボスの体力（最大16）を0にすればクリア。キャッチするタイミングが完璧だと「うまい！」と表示され、ゲージが上がりやすくなりボスに多くダメージを与えられる（通常は4。タイミングは完璧だが刀は上昇して折った場合及びタイミングはずれたが刀は上昇する前に折った場合は6。タイミングが完璧で刀も上昇する前に折った場合は8）。
対人戦では、1人につき2回プレイし、刀を折るタイムが一番短かったプレイヤーの勝利。このミニゲームのみ、ボス戦と対人戦で演出の違いが無い。
ふすまのぞきクイズ合戦
徐々に閉まっていくふすまをボタン連打でくい止め、通過する物を当てるクイズ。正解するほど、ふすまの閉まるスピードが速くなる。
ボス戦では、前作までのインパクト戦を模した画面で、ボスとクイズ合戦をする。4回不正解で負けとなる。お手つきは3回まで。ボスの体力（最大20）を0にすればクリア。正解するとボスに攻撃し、ダメージを与えられる。2人プレイの場合は、両方正解しないとダメージを与えられない。この場合は1P側の攻撃が優先される。ただし、片方が不正解であって、もう片方が正解すればボスからダメージを受けることはなく、また、クイズに答えなければ1人プレイ2人プレイともボスからダメージを受けることはない。
ふすまの閉まり具合によって攻撃力が変化する。大きく開いている：パンチ（3）、少し開いている：鼻小判（5）、完全に閉まっている：百烈パンチ（8）。
対人戦ではポイント制となり、正解で+1点、不正解で-1点（答えなければポイントを保持できる）。同時にスタートし、4点先取したプレイヤーの勝利。
からくりサバイバルレース
ボタン連打で加速するインパクトによるレース。途中に障害物地帯が存在し、その障害物は指定された方向キーを押すことで解除される。障害物地帯は氷の洞窟であり、連打しなくてもスピードを維持できる。連打で更に加速も可能だが、障害物の対処も同時にこなさなければならなくなる。
ボス戦では全3コースあり、全員同時にスタートして指定時間内にボスより速くゴールできればダメージを与えられ、すべて勝ち抜けばクリア。それぞれの体力は最大18で、プレイヤーは一回勝つことにより6ダメージを与えられる。プレイヤーは一回失敗するとボスから10ダメージを受ける。1つのコースにチャンスは2回あり、クリアできないと負けとなる。ただし、1回目で失敗し2回目で成功した場合は、体力を全回復することができる。
ボスのスピードタイプは3つに分けられている。
コース1はバランスタイプであり、出足は最も遅いが、最大192km/hまで加速する。タイムはおよそ29秒。
コース2は加速タイプであり、出足は最も速いが、最大148km/hまでしか伸びない。タイムはおよそ27秒。
コース3は高速タイプであり、出足はやや遅いものの、徐々に速くなり最大176km/hまで加速する。タイムはおよそ25秒。
対人戦では全員同時にスタートし、1番早くゴールしたプレイヤーの勝利。1本勝負。同タイムでゴールした場合は1Pに近いキャラクターが優先される（1Pと3Pが同着でも、画面上では1Pの勝利とされる）。コースは障害物地帯の矢印が常に固定の｢チャレンジコース｣、毎回変わる｢バトルコース｣の2種類あり、バトルコースはベストタイムが記録されない。
超対戦ぱずるだま
同社製作の『対戦ぱずるだま』をベースとした落ち物パズルゲーム。
ボス戦では敵ロボットとの格闘戦がパズルで表現される形になり、こだまを使って連鎖消しをするとボスのメカにダメージ+敵フィールドに攻撃だまを送れる。画面上部ではインパクトとボスが戦闘を繰り広げ、その下でパズルを行う。それぞれの最大体力は20で、2回勝つか、ボスの体力を0にすればクリア。逆に2回負けるか、インパクトの体力がなくなると負けとなる。連鎖によって与えるダメージが異なる（最大4）。
2人同時プレイの場合、ボスは1P・2P交互に攻撃だまを送ってくる。この場合、ボスの連鎖は表示されない。
攻撃パターンは、ボスがツヨシ型、プレイヤーは旧・まこりん型（配色は石川舞と同じ）を使用する。
遊技場の1人プレイでは、CPU4人との勝ち抜き対戦となり、4人倒すまでにかかったタイムが計測される。途中で負けてもコンティニュー可能だが、1回戦からのやり直しとなる。
通常落ちてくる玉の配色は必ず決まっており、完全ローテーション制になっている。
また、CPUは玉を横に操作することは一切なく、真下に落として連鎖をしてくる。
対人戦（2人以上）では攻撃パターン、使用キャラクター、先取数（何本勝ったら勝利か）を自由に決められるほか、攻撃先も自由なので1人を集中的に攻撃したり、自分にたまを降らせることもできる。設定した先取数を満たしたプレイヤーの勝利。使用キャラクターはヤエ以外にもゴエモン、エビス丸、サスケが使用可能で、それぞれに連鎖やダメージ、勝敗のイラストと専用音声が用意されている。
※キャラクター決定時、押したボタンによって色を決めることができる。
ゲーム本編中と遊戯場で落下速度が異なる（前者が速く後者が遅い）が、スピード調整は不可能。
惑星インパクトを救え!
本作のラストバトル。遊技場ではエンディング後に遊べるようになる。セップク丸が投げてくる衛星型爆弾を投げ返すゲーム。受け止めは方向↑キーを押すタイミング、投げ返し角度決定は方向↑キーを離すタイミング、投速はボタン連打で決まる。
ボス戦では、キャッチのタイミングを外したり、投げとばす角度を間違えたり、パワー不足で衛星型爆弾を投げ返せないと失敗（この時セップク丸の笑い声が聞こえる）。2回失敗すると負けとなる。ボスの体力（最大20）をなくせばクリア。キャッチするタイミングや角度が完璧だと「うまい！」と表示され、連打時のゲージが上がりやすくなりボスに多くダメージを与えられる（通常は2。キャッチするタイミングや角度が完璧だと4）。ただし、成功していくことにボスとの距離はどんどん広がっていく（最大10000光年）。
対人戦では1人2回プレイし、惑星を破壊した数（同じ場合は衛星を飛ばした距離）が1番だったプレイヤーの勝利。
タイムパイロット’95
本編で条件を満たすと遊べるようになる。同社製作の多方向シューティングゲーム。全5ステージ（無限ループ）。残機数は4で、エクステンド（＝1UP）は無く、グラフィックや敵のアルゴリズムもオリジナルと多少異なる。最終ステージのボスはゴエモンインパクトとなっている。1人プレイ専用。

## あらすじ
物知りじいさんの98歳の誕生日を祝うため忍者屋敷を訪れたゴエモン達。そこに突如としてゴエモンインパクトが現れた。話を聞くと、彼は実はからくりメカの振りをしていた惑星インパクト出身の宇宙人で、故郷がセップク丸という悪人に侵略されているため星に帰らなければならないという。仲間の危機を放ってはおけない、とゴエモン達はセップク丸打倒のため、インパクトと共に惑星インパクトへと向かった。
惑星インパクトは周辺の4つの惑星から発せられるバリアーに守られており、ゴエモン一行は手分けして各惑星に向かい、セップク丸の手下のつじぎり四人組との戦いを繰り広げつつ彼らの城を攻略する。ようやく惑星インパクトに降り立つも、そこでセップク丸の体内に超高性能爆弾が埋め込まれていることが明らかになる。
やがてセップク丸はゴエモン一行を惑星ごと潰すべく、宇宙船スポーツマンシップ号から衛星爆弾を投げつけてきた。インパクトとの投げ合い合戦の末、衛星爆弾が激突してスポーツマンシップ号は大破するが、追い詰められたセップク丸は「究極のスポーツ」と勘違いしている切腹を敢行し、爆弾を起動させてしまう。インパクトはセップク丸を連れて太陽に向かうが、そこで明かされた「切腹はスポーツではない」という事実に激怒したセップク丸はインパクトを殴り飛ばし、ただ一人太陽に突入していった。インパクトは助かったもののアフロヘアーになっており、大笑いしたゴエモンの言葉を真に受けてダンサーになってしまったのだった。

## ステージ構成

### 基本構成
第2作目『がんばれゴエモン2 奇天烈将軍マッギネス』（1993年）同様エリアマップ式を採用した横スクロールアクションとなっているが、最初からエリアを自由に選択できる方式となっており、ゲームの進行に一層の自由度が増した。
マップは5つの惑星エリアに分かれており、それぞれのエリアは体力の回復やアイテムの購入をする「町ステージ」、敵を倒しながらゴールを目指す「道中ステージ」、横スクロール画面でエリアのボスを目指す「城ステージ」が配置され、各エリア最後のボス戦ステージ「ボス対戦ステージ」の流れで進行する。
5つ目の惑星エリアに進むためには、序盤から選択できる4つの惑星エリアを全てクリアする必要があり、それぞれの惑星エリアを担当するキャラクターが事前に割り当てられている。このため、キャラクターチェンジは全4エリアをクリアするまで行えない。
道中ステージ
制限時間内にゴールを目指す横スクロールアクションステージ。基本はSFC版『2』と同じで、ゴール地点に出現するゴールたぬき（たぬきの置物）を破壊することでステージクリアとなり、この際、残り時間に応じた小判が手に入る。今回はゴールたぬきは回転しながら登場し、攻撃を当てた時点での向きに応じて手に入る小判量が変わる。正面を向いた時が最も多い。
今作でも一部のステージには偽のゴールが用意されており、これを壊してもクリア扱いにならずエリアマップに戻される。今作では偽のゴールたぬきを壊すととぐろを巻いたうんこが飛び出す。
最終エリアに城ステージは無く全て道中ステージ扱いとなっており、全ステージをクリアするとラストボスと対決する「ファイナルバトル」に移行可能になる。「ファイナルバトル」はSFC版『2』同様、独立したステージとして用意されている。
町ステージ
旧作同様に体力回復、アイテム購入、情報収集を行う見下ろし型マップの町。制限時間は存在しないが、出口から出ないと次のルートへつながらない。SFC版『2』と違って基本的にルート分岐は無いが、各惑星の2つ目の町では特殊なイベントが発生し、クリアしなければ先に進めない。また、各所には『3』のように武器や能力を取得するイベントも用意されている。
一部を除く町ステージではSFC版『2』同様、役人や町人を攻撃すると怒った役人が多数襲撃してくる（音楽は切り替わらない）が、本作では町ステージ内でのジャンプ力が低く抑えられているため屋根に上がっての回避は不可能になっている。
城ステージ
各惑星の最後に待ち受ける敵の拠点。最奥部にボスはいないが、途中で中ボスと戦う場合はある。クリアすると「巨大からくりメカ戦闘ステージ」に移行する。SFC版『2』と違ってクリア後も進入可能だが、最奥部まで行ってもお金がもらえるだけで「巨大からくりメカ戦闘ステージ」はプレイ不可。
惑星インパクトには存在せず、代わりに各城ステージを模した道中ステージ群「タワーステージエリア」が最終ステージとなる。
ボス対戦ステージ
各惑星の最後に存在する、ゴエモンインパクトを操縦して巨大メカボス戦に挑むステージ。前作までの直接対決が全て廃止され、ミニゲーム方式となった。クリア後はボス戦としては再挑戦不可だが、純粋なミニゲームとしてはタイトル画面の「遊技場」で自由に遊べる。
1度クリアした道中ステージと城ステージ、出口から出た町ステージはポーズ中にセレクトボタンを押すことですぐにステージの外に出られる。SFC版『2』と違って通行手形は必要ない。中間地点アイテムの「これぞうくん」取得後はミスすると取得地点からの再開となるが、ゲームオーバー時にコンティニューを選んだ場合のみ、効果が持続する（取得後にセーブした場合はこれぞうくんの効果は取得したステージをクリアするまで記録される）。

### 店、施設
よろず屋
アイテムショップ。様相が宇宙仕様になっている以外はSFC版『2』と同じ。
めし屋
SFC版『2』から復活。地域に応じた料理を食べてライフを回復する。今作では異星が舞台ということもあり、珍妙な料理も登場する。
宿屋
宿泊してライフを回復する。従来同様、部屋は「松」「竹」「梅」の三種類で、高く豪華な部屋ほど多く回復する。旅日記も付けられるが、「たびにっきをつけずにあそぶ」を選択していた場合は付けられなくなっている。
大江戸ツーリスト
日本の旅行代理店だったが何故か他惑星にも存在する。一度行ったことのある町に瞬時に移動可能だが、惑星インパクト到達までは他惑星に移動すると操作キャラもそれに応じて変わってしまうため、担当惑星外に連れ出せる訳ではない。
八百屋
惑星アクアンのフービーシティにのみ存在。すき焼きの材料を売っているが異様な価格高騰により、イベント外では買い物は不可。

### イベント
惑星インパクトを除く各惑星の二つ目の町には上記とも違うミニゲーム的イベントが用意されている。進行のためにクリアは必須で、一度クリアしたら再挑戦は不可。
サソリシティ
ゴエモンが惑星クバーサで体験するイベント。たぬきちによる妖術で町がおかしくなっており、エビス丸の葬式やゴエモンとおみつの結婚式が行われていたりとゴエモンを惑わす。最後はおみつに化けたたぬきちの質問に全て正しく答えなければならない。一つでも回答を誤ると町外れに転送され、町の入り口から入り直しになる。その妖術に騙されなかったのは惑星フォレスの占い師だけであり、彼女の元へ行けば回答のヒントが貰える。
ナンパシティ
エビス丸が惑星フォレスで体験するイベント。逆ナンが流行っているナンパシティでおびす丸とのナンパ対決をする。美女かブスに接触するとナンパした扱いとなり、付いてくる。一度に連れて行けるのは4人までで、5人目をナンパすると最初の1人と別れる。タイムリミットは牛が3回鳴くまで。タイムリミット時点で美女を4人連れているか、美女を4人連れてスタート地点に戻れば勝利。民家の住人もナンパ対象で、入ってすぐに出ればナンパせずに済む。
デリバシティ
サスケが惑星スーイアで体験するイベント。風邪をこじらせた瓦版屋に変わって瓦版を6部配る。タイムリミットはニワトリが3回鳴くまで。民家に入れば配った扱いとなるが全ての民家で瓦版を取っている訳ではなく、取っていない民家に入ると長話を聞かされてタイムロスとなる。取っているか否かは予め訪ねれば判別可能。
フービーシティ
ヤエが惑星アクアンで体験するイベント。店の雰囲気とは裏腹にごく普通のお遣いのアルバイトで、すき焼きの材料となる「ねぎ」「しらたき」「とうふ」「ぎゅうにく」を予算である150万両以内で買ってくる。この星は極端なインフレを起こしているために物価が高騰しており、品物毎に安い店を選んで買わなければ予算内に収まらない。「たまご」も売っているが買う必要は無い。

## エリア
今作は惑星1つが従来のエリア1つ分に相当する。目的地となる惑星インパクトは周囲の四つの惑星からのバリアーによって守られているため、ゴエモン達4人が1人ずつそれぞれの受け持ちの惑星（エリア）を攻略する形となる。そのため、今作は4つのエリアを最初から自由に選択可能となっているが、それぞれ受け持ちのキャラクター以外は使用できない。4つの惑星を全てクリアすると全員が合流し、惑星インパクトに向かう他、それまでのエリアも全員で探索できるようになる。
砂漠の惑星クバーサ
全体が砂に覆われた惑星。ゴエモンの担当。サッカーや野球など屋外スポーツに関連した敵や仕掛けが多い。また、砂漠ばかりではなく「デザートの森」が存在することからも分かる通り、植物の原生している場所も存在する。町はオアシスタウンとサソリシティがあるが、サソリシティは怪しい妖気に包まれており、不可思議な世界と化している。クバーサ城ではサッカーボールに変形する巨大ロボットと対決したりカバディの巨大メカから逃走するシーンがあり、また途中では先に進むために野球のベースを全て踏破しなければならないエリアもある。
クバーサ城の最奥部にはつじぎりの一人であるイタカローが待ち受け、「バンジー真剣白刃取り」で対決する。
森の惑星フォレス
森林に覆われた惑星。エビス丸の担当。バスケットボールやバレーボールと言った球技や体操競技等、屋内スポーツに関連した敵や仕掛けが多い。惑星の至る所が森林なだけあってか地下水源も豊富な様で、「シンクロ街道」の様にウォータースポーツがモチーフのステージもある。町はカナーイタウンとナンパシティがあり、ナンパシティでは名前通りナンパが流行っている。
フォレス城ではつじぎりの一人であるロクデナーシが待ち受け、「ふすまのぞきクイズ合戦」で対決する。
氷の惑星スーイア
氷に閉ざされた極寒の惑星。サスケの担当。スキーやスケートなどのウィンタースポーツの他、空手やボクシングと言った格闘技・武道関連の敵や仕掛けが中心となる。一方で、軍事兵器も大量に配備されており、爆弾やレーザー砲を配備した艦船の攻撃を避けながら進んでいくステージも存在する。町はツンドラタウンとデリバシティがあり、デリバシティでは多くの住人が瓦版を愛読しているが、瓦版屋が病気を拗らせているため配達が滞っている。
スーイア城ではつじぎりの一人であるハッタリーノが待ち受け、「からくりサバイバルレース」で対決する。
水の惑星アクアン
地表のほとんどが海の惑星。ヤエの担当。サーフィンのステージはあるがウォータースポーツ関連は少なく、城ステージはゴルフや釣り、射撃がモチーフとなっている。町はセセラギタウンとフービーシティがあるが、惑星全体が豊富な水源となっているためか、そこら中が川や池で囲まれている。また、フービーシティは桁違いなまでに凄まじいインフレが進んだ結果、野菜一つが十万両を超える程の物価高騰しており、フービーシティを通過する際には一億両もの通行料を要求される。
アクアン城ではつじぎりの一人であるニャンコが待ち受け、「超対戦ぱずるだま」で対決する。
惑星インパクト
上記4つのエリアを全てクリアすると行けるようになる第5エリア。ゴエモン達の目的地であり、ゴエモンインパクトの故郷。ステージ選択画面にはインパクトが立つ。住民達の多くはインパクトと同じ顔をしているが、普通の人間や宇宙人もいる。セップク丸の侵略が原因で惑星の大半が荒廃してしまっており、作中で行ける町はセクター17という大きな都市のみで、他は全てアクションステージとなっている。
タワーステージエリア
惑星インパクトの城ステージに相当する最終エリア。ステージはクバーサタワー、フォレスタワー、スーイアタワー、アクアンタワーの4つで、それまで攻略してきた惑星の城ステージをアレンジした塔が立ち並ぶ。ステージ選択画面にはセップク丸が立ち、BGMも変化する。攻略順は自由。4つの塔を全てクリアすると「惑星インパクトを救え!」によるセップク丸と惑星インパクトの命運を掛けたファイナルバトルに移行できる。
ゲーム中は言及は無いが、漫画版ではこれらの塔は衛星爆弾の誘導施設と説明されている。
スポーツマンシップ号
セップク丸が乗っ取った複合スポーツ施設型宇宙戦艦。本来の意味のスポーツマンシップと「スポーツマンの船」をかけた名前となっている。船首には聖火台が設置され、ドーム競技場や飛び込み台もある。兵装もビーム兵器の他、野球ボール型砲台が搭載されていたりと全体的にスポーツ関連の意匠が施されており、見た目通りセップク丸自身のスポーツ施設も兼ねている。
アクションステージとして行くことは無く、惑星インパクトのスノーウォールのゴール直前に登場する。続くスカイドロップではスポーツマンシップ号から自動車に乗って落下する展開となるが、経緯は語られない。

## 登場キャラクター
ヤエのみ前作においてダメージを受けた時に限り合成音声が当てられていたが、本作から本格的に声優を起用し、主要キャラクター全員にそれぞれのアクションに対応した声が当てられるようになった。主要キャラクターのグラフィック及び一部の武器は、前作を踏襲している。

### 主要キャラクター
ゴエモン
声：太田真一郎
主人公。はぐれ町に住む天下の義賊。砂漠の惑星クバーサに降り立つ。
武器：黄金キセル
サブウェポン：小判（消費小判1両）
特殊能力1：波動小判（消費小判5両）
溜め撃ちで貫通性能を持った小判を3つ同時に撃ち出す「波動小判」となる。
特殊能力2：チェーンキセル
卍が記された特定のブロックに引っ掛けてのワイヤー移動と、遠距離への攻撃が可能になる。前作とは異なり、斜め方向への攻撃も可能。ワイヤー移動中の2Pの途中参加は不可。
エビス丸
声：緒方賢一
正義の忍者を自称するゴエモンの相棒。森の惑星フォレスに降り立つ。
武器：魅惑のリボン（上攻撃はクラブ、伏せ攻撃はボールになる）
サブウェポン：手裏剣（消費小判2両）
特殊能力1：反射手裏剣（消費小判4両）
溜め撃ちで地形に対して90度に反射する「反射手裏剣」となる。
特殊能力2：バレリーナドリル
高速回転をして特定のブロックや地面を破壊できる。使用中は攻撃できない。
サスケ
声：堀絢子
物知りじいさんが生み出したからくり忍者の傑作。氷の惑星スーイアに降り立つ。
Yボタンなしで常にダッシュ状態であり、唯一ジャンプ中に上方向への攻撃ができないが、通常武器での攻撃範囲は最も広い。
武器：波動くない（上方向および下方向攻撃時はちょんまげ）
サブウェポン：花火爆弾（消費小判2両）
特殊能力1：大花火爆弾（消費小判4両）
溜め撃ちで炸裂回数が多くなる「大花火爆弾」となる。
特殊能力2：くない壁のぼり
壁面の移動が可能となる。壁面の移動中の2Pの参加は不可。
ヤエ
声：小野綾子
江戸の平和を影から守る「秘密特捜忍者」のくの一。水の惑星アクアンに降り立つ。
サスケ同様にYボタンなしで常にダッシュ状態であり、ジャンプ中に下方向への攻撃ができる特徴がある。
武器：くの一の刀
サブウェポン：ヤエバズーカ（消費小判1両）
特殊能力1：ロックオンバズーカ（消費小判5両）
溜め撃ちで画面内の敵を最大3体までロックオンし、追尾性能を持つ弾を放つ。
特殊能力2：人魚変化の術
人魚に変身して水中に潜れるようになり、Yボタンで高速移動を兼ねた突進攻撃ができるようになる。潜水中の2Pの参加は不可。
前作同様、地上で使用すると鯉のぼりの着ぐるみに身を包んだような格好になって身動きが取れなくなるが、前作と異なり無敵状態にはならない。

### サブキャラクター
物知りじいさん
伊賀の山奥に住む天才発明家。98歳の誕生日パーティーにゴエモンたちを招待した。ゴエモンインパクトが自ら動き、喋ったことに驚愕する。ゲームでは以降は出番が無いが漫画ではそのまま意識を失い、ゴエモン達が帰還する頃にも目を覚まさなかったため、死んだと思われたが熟睡していただけだった。
おみっちゃん
ゴエモンの住むはぐれ町のアイドルであり、シリーズのヒロイン。ゴエモンたちと共に物知りじいさんの誕生日パーティーに同行した。彼女本人は物知り爺さんと共に地球に残っているはずだが、「惑星クバーサ」の「サソリシティ」にも登場する。しかしその正体はたぬきちが化けた偽者であり、不審に思ったゴエモンに見破られてしまった。
ゴエモンインパクト
物知りじいさんが作り上げた巨大からくりメカ。突如として伊賀屋敷へ現れた。詳細はゴエモンインパクト#主な略歴を参照のこと。
鬼六（おにろく）
声：八奈見乗児
フラフープを回し続ける謎の赤鬼。ゲームオーバー画面に登場してBGMと共にノリノリでフラフープを回し続け、ゲームを続けると「オッケーイ！」の掛け声とともにそのまま画面外に去っていき、ゲーム終了を選ぶと涙を流して落胆する。
『ゆき姫救出絵巻』の「おにたいじ」、『奇天烈将軍マッギネス』の「バズーカ鬼退治」と言ったミニゲームに登場した赤鬼と同一人物。前作のイベントにも登場しており、その際に名前が与えられた。
本作以降の作品にもゲームオーバー専用キャラとして登場している。

### 敵キャラクター
セップク丸
声：太田真一郎
本名「ハラキリ＝セップク丸」。複合スポーツ施設型宇宙戦艦「スポーツマン・シップ号」を乗っ取り、全宇宙を股にかけてありとあらゆるスポーツを極めた宇宙人。「惑星インパクト」に侵攻した今回の騒動の張本人。切腹を未だ誰も極めた者の無い究極のスポーツ「セップク」だと勘違いしており、その習得を目指している。右足首に短刀を常備しており、腹部には目安となる切り込み線が書き込まれている。普段は穏やかな口調で一人称は「僕」だが、窮地に陥ると粗野な口調になり一人称も「俺」に変わる。端正な顔立ちの美男子で惑星インパクトにも評判が伝われるほどだが、激昂すると別人の如く顔が崩れる。宇宙空間に平然と生身で立つ、衛星サイズの爆弾を軽々片手で投げ、投げ返されたそれを己の身一つで極めて短い制動距離で抑え込むなど、シリーズ中トップクラスの身体能力の持ち主。
実は体内には宇宙空間そのものを破壊しかねない程に強力な爆弾が埋めこまれているにも拘らず切腹しようとしているため、部下たちに制止されている。
漫画版では惑星インパクトに侵攻したのは「征服」もスポーツだと勘違いしていたからと語られる。健康オタクという面も描かれ、喫煙者であるゴエモンや肥満体型のエビス丸に嫌悪感を示しており、ヤエに対してはそのプロポーションを絶賛している（機械のサスケは論外）。ゲームと異なり、体内の爆弾は「高性能核爆弾」と明言されている。ゴエモンが咄嗟に吐いた「切腹と並ぶ究極のスポーツはお手玉だ」という嘘を真に受け、しかしお手玉が何か知らなかったため悩み続けるが、衛星爆弾の誘導施設が破壊された報告を受けたことで「オテダマ」とは自らの力で衛星爆弾を惑星に投げるスポーツなのだと誤解し、最終決戦に繋がる展開となっている。
つじぎり
セップク丸の側近を務める4人の配下。上述の事情からセップク丸の「セップク・ちゃれんじ」を思い止まらせるために説得と妨害工作を続けている。
従来の幹部格キャラクターと異なってそれぞれの外見は差別化されているが個別の名称が存在しない。『アニメがんばれゴエモン』および『がんばれゴエモン 地球救出大作戦』において各自に名前が割り当てられているため、以降はこの設定を引用して紹介する。
漫画版での名前はそれぞれいろは歌から取られている。アニメ版でも頭文字が「イ」、「ロ」、「ハ」、「ニ」となっているが、漫画との関連性は不明。セップク丸の体内の爆弾は彼らの悪ふざけの結果であったとされており、その責任をお互いに転嫁するなど無責任な性格として描かれている。　原作と異なり、タワーステージエリアではゴエモン一行からの逃走劇を繰り広げた。セップク丸が消滅した後は4人で饅頭屋を始めた。
つじぎりイタカロー（漫画版ではつじぎり「い」）
紫色の袴を穿いて常に抜き身の二刀を持ち、語尾に「ケ」を付ける好戦的な吊り目のつじぎり。惑星クバーサの拠点「クバーサ城」を守っている。
つじぎりロクデナーシ（漫画版ではつじぎり「ろ」）
声：小野綾子
オレンジ色の袴を穿いて扇子を片手に持ち、「あはははは」と笑うにこやかなつじぎり。惑星フォレスの拠点「フォレス城」を守っている。
つじぎりハッタリーノ（漫画版ではつじぎり「は」）
緑色の袴を穿いて長楊枝を咥え、語尾に「ぜよ」を付ける冷静沈着なつじぎり。しかしサスケに「毛の生えた饅頭殿」と言われた時には激昂した。(サスケ本人には悪気がなかった。)惑星スーイアの拠点「スーイア城」を守っている。
つじぎりニャンコ（漫画版ではつじぎり「に」）
声：堀絢子
紅色の袴を穿いてハンカチを咥え、常に激情している涙目のつじぎり。乙女っぽい素振りを見せるが、性別は不明。惑星アクアンの拠点「アクアン城」を守っている。

ジャンキー
つじぎりイタカローが操縦する巨大からくりメカ。「バンジー真剣白刃取り」での勝負を申し込んでくる。
モンタナQ
つじぎりロクデナーシが操縦する巨大からくりメカ。「ふすまのぞきクイズ合戦」での勝負を申し込んでくる。
サムライナー
つじぎりハッタリーノが操縦する巨大からくりメカ。「からくりサバイバルレース」での勝負を申し込んでくる。
ミス・ミズゲイ
つじぎりニャンコが操縦する巨大からくりメカ。「超対戦ぱずるだま」での勝負を申し込んでくる。

### その他キャラクター
たぬきち
「惑星クバーサ」の「サソリシティ」に登場する、不思議な能力をもった狸。サソリシティを妖術で包んだ張本人で、地球にいるはずのおみっちゃんに化けている。
実は『がんばれゴエモン～ゆき姫救出絵巻～』に登場したキツネのゴンタと知り合いで、つるんでは悪さをしていたらしい。
漫画版でも妖術でゴエモンを惑わすが、エビス丸の葬式でゴエモンが「食費が掛からなくて助かる」と喜ぶ、教会で準備されていたのはおみつではなくヤエとの結婚式、おみつに化けても淑やかに振る舞ったためにゴエモンに偽物とバレる、などと言った漫画版ならではの展開となっている。また、サスケが粗大ゴミとして回収されていくシーンもある。
おびす丸
「惑星フォレス」の「ナンパシティ」に登場する、エビス丸に似た風貌を持つ男。前々作『がんばれゴエモン2 奇天烈将軍マッギネス』の敵キャラクター「泥棒」として初登場し、本作で名前とキャラクター設定を付与された。外見だけではなく性格も似ており、自分を美男子と思い込んでいる。鉢合わせとなったエビス丸との美貌合戦で勝負が付かなかったため、エビス丸からのナンパ勝負を受け、対決することになる。
漫画版では本職が漫画家となっている。ナンパ対決では美女を何人も連れてきたが、エビス丸が連れてきたヤエが分身の術で外見と人数を圧倒してしまい、負けを認める。
かわらばんや
「惑星スーイア」の「デリバシティ」に登場する、常に病気がちの瓦版屋。風邪をこじらせ朝刊の配達に行けずに困っているとき、偶然通りかかったサスケに助け舟を借りることになる。
漫画版ではサスケは惑星スーイア滞在時に、彼の風邪が治るまで仕事を手伝う形で居候していた。
にくえもん、もんばん
「惑星アクアン」の「フービーシティ」に登場する、小豆色の三角頭巾を被った謎の男。どちらも同じ外見。「もんばん」はフービーシティの出口で通行料を取っている。「にくえもん」は怪しいすき焼き屋で大金を得られる仕事を斡旋している。ある目的のために「もんばん」と結託しており、1億両が必要になったヤエの願いを聞き届けてある指令を与える。
『がんばれゴエモン〜でろでろ道中 オバケてんこ盛り〜』にて電話相談室アルバイトの斡旋員として「三角ずきん」の名前で登場する。
漫画版では、若い娘を恥かしい目に遭わせることに快感を覚える危ない人物とされた。対するヤエも店の雰囲気からSMプレイや女王様を想像してしまい、コマ外には「読者はこんな絵を送ってこないように」と注意書きが添えられていた。
いんふぉ
各惑星の一度クリアした城ステージのゴール地点に登場する人形。既にいない辻斬りの代わりに相手をすると言いつつ、お金を残してすぐに去ってしまう。

## スタッフ
- ディレクター：	蛭子悦延
- プランナー：小川公一
- プログラマー：	蛭子悦延、丸山修、山口誠、奥谷友春、権田典之
- キャラクターデザイン：小川公一、山内円、濱垣和恵、大橋慶子、松本留美子、なりたかな
- サウンドデザイナーズ：上原和彦、森本ゆきえ、冨田朋也、木村雅彦、安慶名伸行
- プロダクトデザイン：吉本佳世
- サウンドプロデューサー：上原和彦
- プロデューサー：梅崎重治
- エグゼクティブプロデューサー：樹下國昭

## 評価
ゲーム誌『ファミ通』の「クロスレビュー」では、8・7・7・6の合計28点（満40点）、『ファミリーコンピュータMagazine』の読者投票による「ゲーム通信簿」での評価は以下の通り、23.3点（満30点）となっている。
| 項目 | キャラクタ | 音楽 | お買得度 | 操作性 | 熱中度 | オリジナリティ | 総合 |
| 得点 | 4.2        | 3.8  | 3.7      | 3.8    | 4.0    | 3.9            | 23.3 |

## コミカライズ
前作までに続き、帯ひろ志作で『コミックボンボン』連載、単行本全3巻。
基本部分はゲームに準じている一方、前作までに比べるとオリジナルの展開が多くなっている。特にインパクトの正体は過去に惑星インパクトで起きた戦争を終結させるべく開発された兵器であり、戦後に平和祈念として1体のみ残され、戦争を忘れて幸せに過ごすべく架空の記憶を与えられたとされている。その後、地球に興味を持って旅立った後で記憶データが混乱を起こし、自身をインパクト星人だと思い込んだ、という独自解釈による設定が付加され、ゲームにおける矛盾について補足が行われている。この設定はコナミからインパクトの素性を聞かされて驚いた帯が、それまでの流れを考慮しながら作ったものである。この設定を説明するべく、インパクトに通信を送った少女「さえ」や長老と言ったインパクト星人のオリジナルキャラクターも登場した。また、セップク丸の体内に爆弾がある理由、ゴエモン達がスポーツマンシップ号から自動車で落下した経緯、最終ステージの存在意義など、ゲームでは説明が無かった点に関しても独自の設定による詳細な補間が成されている。完結後はこの「きらきら道中」編の後日談という形で、オリジナルのギャグエピソード集『がんばれゴエモンF ふい〜ばあ』の連載へと移った。

## 関連商品
ガイドブック
- がんばれゴエモン きらきら道中 完全攻略がいどぶっく（講談社）
- がんばれゴエモン きらきら道中 必勝攻略法（双葉社）

サウンドトラック
- 『がんばれゴエモン さうんど玉手箱 ～オリジナル・サウンドトラック BOX～ （EMCA-0027）』
上記の DISC 9～10に収録されている[9][10]。2017年5月26日発売[9][10]。